# Sprawa Thomasa Crowna
Sprawa Thomasa Crowna lub Afera Thomasa Crowna (ang. The Thomas Crown Affair) – amerykański film kryminalny z 1968 roku w reżyserii Normana Jewisona ze Steve’em McQueenem i Faye Dunaway w rolach głównych.

## Fabuła
W Bostonie dokonano zuchwałej kradzieży pieniędzy z banku. Agencja ubezpieczeniowa wysyła tam swoją najlepszą agentkę – Vicky Anderson, by zajęła się tą sprawą. Vicky wyznaje dość niecodzienną teorię – uważa, że każda zbrodnia ma swoją osobowość, określony typ człowieka jaki za nią stoi. Jej podejrzenia kierują się ku odnoszącemu wielkie sukcesy milionerowi Thomasowi Crownowi, z którym bliżej zaznajamia się.

## Obsada
- Steve McQueen – Thomas Crown
- Faye Dunaway – Vicki Anderson
- Paul Burke – porucznik Eddy Malone
- Jack Weston – Erwin Weaver
- Biff McGuire – Sandy

## Nagrody i wyróżnienia
Oscary 1969
- „The Windmills of Your Mind”, muzyka: Michel Legrand, słowa: Alan Bergman i Marilyn Bergman – najlepsza piosenka filmowa (nagroda)
- Michel Legrand – najlepsza muzyka (nominacja)

Złote Globy 1969
- „The Windmills of Your Mind”, muzyka: Michel Legrand, słowa: Alan Bergman i Marilyn Bergman – najlepsza piosenka (nagroda)
- Michel Legrand – najlepsza muzyka (nominacja)

Nagrody BAFTA 1970
- Michel Legrand – nagroda im. Anthony’ego Asquita za muzykę (nominacja)

## Zdjęcia
Zdjęcia do filmu realizowane były na terenie amerykańskich stanów Massachusetts i New Hampshire.